# 林益全 (董事)
林益全（William Lin Yi Chuan），跨行業國際企業家、教育家、投資家和全球健康政策研究學者。度金針資本（WISKEY CAPITAL）創始合夥人暨董事長。領投 TNL Mediagene 關鍵評論網媒體集團的B輪募資，並擔任執行董事。他同時於國立臺灣大學國際企業學系暨研究所和北京大學健康發展研究院擔任兼任教授，以及創業創新MBA的企業實務業師，和哈佛甘迺迪學院的訪問教授，目前於臺灣大學、北京大學、東華大學、臺北藝術大學與東吳大學，開設創業家思維、動態競爭、當代藝術創業與創新與創業心理與全球健康發展政策學等相關領域的課程。林益全認為創業不僅僅是建立企業，更是在促進有意義的變革。他也將這一理念融入他所支持的每一個項目中，以明確的目標推動創新。融合了創業精神、學術見解和全球視野，體現了他對構建更加公平和賦權社會的深切承諾，展現他作為企業家、教育家、投資者和研究學者的多重角色。
林益全現任國立臺灣大學、北京大學及哈佛大學甘迺迪政府學院教授，並同時從事企業經營相關工作；其實業與教學領域聚焦於美國與亞洲的合作關係及領導力發展，和全球公共政策與治理領域的創新思維。2025年，他在管理學院開設「多面向思維：未來領導者的 AI 與地緣政治思考模式」課程，內容源自其於哈佛甘迺迪政府學院的教學經驗。

## 經歷
- 哈佛甘迺迪學院訪問教授，研究地緣政治經濟、全球氣候科技與跨國醫療創新政策[3][8]
- 度金針資本（WISKEY CAPITAL）, 創始合夥人暨董事長[2][3]
- TNL Mediagene 關鍵評論網媒體集團B輪領投，擔任執行董事[3][5][6]
- 國立臺灣大學國際企業學系暨研究所兼任教授。教授課程「創業家思維與創業實務管理」和「多面向思維：未來領導者的AI與地緣政治思考模式 」[3]
- 北京大學全球健康發展研究院兼職教授/顧問[4]
- 國立臺灣大學創業創新MBA EiMBA企業實務業師[7]
- 曾任沃爾瑪（Walmart）亞洲區商務開發總監[1][3]
- 曾任敏盛綜合醫院策略副院長[7]

## 學歷[3]
- 國立臺灣大學國際企業研究所策略管理博士
- 广州中医药大学中醫學博士
- 哈佛商學院HBS Executive Program, AMP164, SELP14
- 國立臺灣大學管理學院EMBA
- 北京大學國家發展研究院EMBA

## 主要研究領域[3]
- 決策理論與實務--度化智能
- 創新與創業心理學
- 當代藝術創業思維與創新實務
- 動態破壞式競爭與商業模式創新
- 移動經濟與平台策略
- 國際併購策略實務與投後綜效管理
- 創新跨國醫療機構管理與實務
- 特色針灸與量子中醫研討
- 全球健康政策與發展
- 地緣政治與大國國家發展戰略
- 健康政策的國際化與跨界創新
- 健康產業中的高新技術創業
- 全球健康政策與發展
- 人工智能倫理與治理

## 思想與觀點

### 跨文化領導
林益全在專訪中提到，西方企業常將「透明度」等同於資訊揭露、承認錯誤與程序公開，但在亞洲文化脈絡中，「透明」未必意味「信任」，實務上的「透明度」因基於「溝通品質」與「建立信任」。

### 生態系統策略
他指出企業若要從製造導向轉成生態系導向，將可能顛覆企業原有的核心價值和決策模型，因為是從賣產品盜賣服務的過程，成本結構、行銷手法、人員專長都須跟著調整。

### 打造成長型產品
透過提升客戶支付意願、平衡價值與收益、探索多元訂價模式、有效降低企業成本和建立更穩定的供應鏈關係，讓產品在生命週期中持續升級，為企業、供應商與顧客創造長期價值。

### 投資與溝通觀點
在討論新創募資案例時，林益全提出「雙贏兩難」概念：當企業陷入經營困境，執行長應與投資人訂立條件式協商，明確排序優先事項，使雙方目標聚焦在推動公司持續前進而非權力對立。他提醒執行長需把投資人重視的數字語言轉譯為內部易懂的行動意義，和內部形成長期的共識，以避免形成「頭痛醫頭、腳痛醫腳」的短視循環。

## 公共評論與媒體露出
- 2025-06　〈用換位思考克服挑戰，掌跨文化領導〉，《哈佛商業評論》[12]
- 2024-12　〈讓產品價值持續進化〉，《哈佛商業評論》。《哈佛商業評論》[14]
- 2023-07　Podcast〈EP14〉，《科技解密 Tech Action》。[16]
- 2020-04　〈四大策略，助消費性產業挺過疫情〉，《哈佛商業評論》[17]
- 2019-11　〈「生活市集」把線上評論系統當成行銷和管理工具〉，《哈佛商業評論》[18]
- 2019-07　〈釐清五個觀念，成功創造生態系統〉，《哈佛商業評論》[13]
- 2019-02　〈引狼入室還是共創新局？〉（個案評審），《哈佛商業評論》[15]